# Кубок Нестерова
Кубок Нестерова — предсезонный товарищеский баскетбольный турнир, проходящий в Нижнем Новгороде с 2013 года. Турнир посвящён выдающемуся нижегородцу — пилоту, авиаконструктору, основоположнику мирового высшего пилотажа Петру Николаевичу Нестерову. В сентябре 2013 года исполнилось 100 лет знаменитой «петле Нестерова».
Организатором турнира выступает баскетбольный клуб «Нижний Новгород».

## Кубок Нестерова-2013
Первый турнир состоялся с 23 по 27 сентября в ФОК «Мещерский». Участниками Кубка стали  «Автодор», «Астана», «Нижний Новгород» и «Спартак» (Санкт-Петербург).
В рамках Кубка состоялась игра между командой ветеранов российского баскетбола Old Stars и юношами из сборной Нижегородского государственного университета — команды которая впервые в истории Нижегородской области вошла в Международную Студенческую Баскетбольную Лигу. Матч завершился победой командамы Old Stars со счетом 53:52.

## Кубок Нестерова-2014
В 2014 году, помимо «Нижнего Новгорода», в Кубке приняли участие «Автодор» и «Красные крылья».
Матч-открытие турнира прошёл в ФОК «Волжский берег» в городе Кстово. В игре между «Нижним Новгородом» и «Автодором» победу одержали нижегородцы со счётом 90:85.
Во втором матче Кубка Нестерова «Автодор» обыграл «Красные крылья» 75:67. 
В заключительном матче турнира «Нижний Новгород» победил «Красные крылья» 68:57 и стал победителем Кубка Нестерова-2014. Саратовский «Автодор» занял 2 место в турнире, а проигравшие обе встречи «Красные крылья» остались третьими. Лучшим защитником турнира был признан игрок «Автодора» Кортни Фортсон, лучшим форвардом – игрок «НН» Евгений Бабурин, лучшим центровым – Артём Параховский. А Тэйлор Рочести стал самым полезным игроком. 

## Кубок Нестерова-2015
Третий турнир прошёл в Нижнем Новгороде 26-27 сентября в ФОК «Мещерский». Его участниками стали «Нижний Новгород» и «Зенит» из Санкт-Петербурга. Победитель турнира определялся по сумме двух встреч.
В первом матче «Нижний Новгород» победил «Зенит» со счётом 91:70.
Во второй игре турнира «Зенит» практически весь матч владел инициативой и одержал победу 89:83. Тем не менее, по сумме двух встреч «Нижний Новгород» стал победителем Кубка Нестерова. Самым полезным игроком турнира стал Рашид Махалбашич.

## Кубок Нестерова-2016
Четвёртый розыгрыш Кубка Нестерова прошёл 26 и 27 сентября в ФОК «Мещерский». Помимо «Нижнего Новгорода» в турнире прияняли участие «Парма», «Самара» и «Урал». Победители первых игр разыграли между собой главный трофей, а проигравшие команды боролись за 3 место.
В первом матче турнира «Парма» обыграла «Самару» со счетом 74:64. Самыми результативными у победителей стали Сергей Чернов и Данило Анджушич – по 15 очков. В этот же день, во втором матче турнира, «Нижний Новгород» переиграл «Урал» – 91:76.
Во второй день турнира, в матче за 3 место, «Самара» победила «Урал» со счетом 80:76. В финальном матче «Нижний Новгород» встречался с «Пармой» и вырвал победу в овертайме со счетом 82:81. Лучшим игроком турнира был признан Иван Стребков.

## Результаты
| Год                     | 1 место           | 2 место           | 3 место         | 4 место                           | 5 место               |
| ----------------------- | ----------------- | ----------------- | --------------- | --------------------------------- | --------------------- |
| 2013                    | Автодор           | Астана            | Спартак (СПб)   | Нижний Новгород                   |                       |
| 2014                    | Нижний Новгород   | Автодор           | Красные крылья  |                                   |                       |
| 2015                    | Нижний Новгород   | Зенит             |                 |                                   |                       |
| 2016                    | Нижний Новгород   | Парма             | Самара          | Урал                              |                       |
| 2017                    | Лобня             | СШОР №56 (Москва) | СШОР №1 (Киров) | ФОК «Мещерский» (Нижний Новгород) | СШ №1 (Кирово-Чепецк) |
| 2019                    | Нижний Новгород-2 | ННГУ              | Самара-2        | Парма-2                           |                       |
| 2021 Молодёжные команды | Нижний Новгород-2 | Парма-М           | ЦСКА-Юниор      | Самара-2                          | —                     |

## Индивидуальные награды

### Самый полезный игрок
| Год  | Игрок            | Клуб              |
| ---- | ---------------- | ----------------- |
| 2013 | не выбирался     |                   |
| 2014 | Тэйлор Рочести   | «Нижний Новгород» |
| 2015 | Рашид Махалбашич | «Нижний Новгород» |
| 2016 | Иван Стребков    | «Нижний Новгород» |

### Лучший защитник
| Год  | Игрок          | Клуб      |
| ---- | -------------- | --------- |
| 2013 | не выбирался   |           |
| 2014 | Кортни Фортсон | «Автодор» |
| 2015 | не выбирался   |           |
| 2016 | не выбирался   |           |

### Лучший форвард
| Год  | Игрок           | Клуб              |
| ---- | --------------- | ----------------- |
| 2013 | не выбирался    |                   |
| 2014 | Евгений Бабурин | «Нижний Новгород» |
| 2015 | не выбирался    |                   |
| 2016 | не выбирался    |                   |

### Лучший центровой
| Год  | Игрок             | Клуб              |
| ---- | ----------------- | ----------------- |
| 2013 | не выбирался      |                   |
| 2014 | Артём Параховский | «Нижний Новгород» |
| 2015 | не выбирался      |                   |
| 2016 | не выбирался      |                   |